# دانیل سانتوس
دانیل سانتوس (اسپانیایی: Daniel Santos‎؛ ۶ ژوئن ۱۹۱۶ – ۲۷ نوامبر ۱۹۹۲) موسیقی‌دان، آهنگساز و خواننده-ترانه‌پرداز اهل پورتوریکو بود. وی بین سال‌های ۱۹۳۰ تا ۱۹۹۲ میلادی فعالیت می‌کرد.
او در چندین سبک موسیقی کارائیبی فعالیت داشت و در میان مردم با القابی نظیر «ارباب» و «سالار» و غیره شهرت داشت.